# Dornbach (Wiesbach)
Der Dornbach bei Nack ist ein etwas über 11⁄2 Kilometer langer Bach in Rheinhessen, der in der Gemeinde Nack im Rheinhessischen Tafel- und Hügelland entspringt und in der Nachbargemeinde Nieder-Wiesen von rechts in den Wiesbach mündet. Das Gewässer ist der dritten Ordnung zugeordnet, der dem rheinland-pfälzischen Landkreis Alzey-Worms angehört.

## Geographie

### Verlauf
Der Dornbach entspringt auf einer Höhe von 298 m ü. NHN, auf dem Maßholder, präziser auf dem Flurstück In der Maßholder, südlich der Gemeinde Nack, in unmittelbarer Nähe zur Gemeindegrenze nach Bechenheim. Vom Maßholder überquert der Bach zunächst die Gemeindegrenze nach Nieder-Wiesen, ehe er anschließend die Flure Dornberg und Am Wingertsberg durchfließt. Vom Wingertsberg fließt der Bach in den Ortskern, wo er zunächst die Straße Auf der Gibb streift und anschließend die Wendelsheimer Straße unterquert. Der Dornbach mündet schließlich auf einer Höhe von 210 m ü. NHN, zwischen der Wendelsheimer Straße und der Wilhelm-Grauer-Straße, als rechter Nebenfluss in die Wiesbach.
Der  1,592 km lange Lauf des Dornbachs endet ungefähr 88 Höhenmeter unterhalb seiner Quelle, er hat somit ein mittleres Sohlgefälle von circa 56 ‰.
Die Wiesbach selbst mündet bei Gensingen in die Nahe, dieser wiederum bei Bingen am Rhein in den Rhein und dieser letztendlich in den Niederlanden in die Nordsee.

### Naturräume
Der Quellbereich und der Oberlauf liegen in der naturräumliche Großregion der Oberrheinischen Tiefebene (Nr. 20–23) und gehört zur Haupteinheit des Rheinhessischen Tafel- und Hügellands (227) sowie des Alzeyer Hügellands (227.4) mit dem Naturraum Bolander Randhöhen (227.41).
Der Unterlauf und der Mündungsbereich befinden sich in der naturräumlichen Haupteinheitengruppe des Saar-Nahe-Berglands (Nr. 19) in der Haupteinheit Nordpfälzer Bergland (193) sowie der Untereinheit Glan-Alsenz-Höhen (193.12–16), im Naturraum der Wiesener Randhöhen (193.15).